# Ravage (tijdschrift)
Ravage was een Nederlands progressief tijdschrift dat berichtte over acties, campagnes en projecten die zich richten tegen "het kapitaal en militair geweld gedomineerde wereld". Ravage schetste achtergronden en bood een podium voor dwarse meningen. Ravage richtte zich hierbij vooral op progressieve mensen en groepen, met name buitenparlementaire actie- en pressiegroepen. De laatste hoofdredacteur was Alex van Veen, die het project sindsdien heeft voortgezet als online editie (Ravage Digitaal).
Het actieblad verscheen 28 april 1988 voor het eerst, onder de titel NN (Nomen Nescio). Het kon wel opgevat worden als een voortzetting van het eerdere actieblad Bluf!, hetgeen weer een voortzetting was van de Amsterdamse Kraakkrant. In 1996 werd de titel gewijzigd: voortaan ging het actieblad als Ravage door het leven. Al die jaren verscheen NN/Ravage tweewekelijks, maar vanaf 2000 elke drie weken. NN/Ravage werd op landelijke schaal verspreid. De redactie bestond uit vrijwilligers, terwijl het blad volledig in eigen beheer werd uitgegeven. 
Op 3 mei, 1996 deed het Arnhemse Bastion-team een inval op het redactiekantoor van Ravage in Amsterdam. Het rechercheteam was op zoek naar een claimbrief van het Earth Liberation Front waarin de groep de verantwoordelijkheid zou hebben opgeëist voor een bomaanslag op een kantoor van BASF in Arnhem (een aanslag die later gepleegd bleek te zijn door Marcel Teunissen). Bij de huiszoeking werden de nodige informatiedragers in beslag genomen, zoals computers, logboeken, het abonneebestand, notitieblokken, et cetera. De redactie spande een rechtszaak aan tegen deze inbreuk op de persvrijheid. 
In 2004 uitte René Danen via de website Indymedia kritiek op Ravage vanwege vermeende racistische artikelen en steun voor Theo van Gogh en andere rechtse columnisten. De redactie werd door hem verweten niet langer progressief maar fortuynistisch te zijn. Ook riep hij op tot een boycot van het blad. De oproep werd echter door de redactie van Indymedia snel van de website verwijderd.
Op 16 december 2005 verscheen de laatste papieren editie van Ravage. De belangrijkste redenen waren de terugloop van het aantal abonnees (mede door de opkomst van internet) en het structurele gebrek aan redacteuren. De website van Ravage is echter blijven bestaan en bevat naast het archief ook nieuwe artikelen, actieberichten, commentaren en oproepen.